# 张邯
張邯（？—23年），揚州九江郡人，新朝政治人物。

## 生平
西漢末期儒学者后蒼弟子，王莽任命他為大長秋，封明学男。與地理侯孫陽成為新朝井田制實施中心人物。
地皇元年（20年）秋，王莽在長安南建築巨大祖廟，張邯、崔發進言王莽「德盛者文缛，宜崇其制度，宣视海内，且令万世之后无以复加也」。祖廟的建築，征發国内官民，使民眾疲弊。
地皇二年（21年）、故左将军公孙禄批評王莽的政治：“太史令宗宣典星历，候气变。以凶为吉，乱天文，误朝廷。太傅平化侯饰虚伪以偷名位，‘贼夫人之子’。国师嘉信公颠倒《五经》，毁师法，令学士疑惑。明学男张邯、地理侯孙阳造井田，使民弃土业。牺和鲁匡设六管，以穷工商。说符侯崔发阿谀取容，令下情不上通。宜诛此数子以慰天下！”又言：“匈奴不可攻，当与和亲。臣恐新室忧不在匈奴，而在封域之中也。”王莽大怒，使虎贲扶公孫禄而出。但還采用了他的一些諫言。
地皇四年（23年），更始帝屬下漢軍譴責王莽毒殺漢平帝，王莽朝議拿出所謂漢平帝的金滕之策痛哭。張邯說《易經》言“伏戎于莽、升其高陵、三歳不興”。“莽”是王莽，升是劉伯升（劉縯，当時更始帝的大司徒）、“高陵”是高陵侯之子翟義。就是說劉伯升、翟義在新皇帝時起兵（“伏戎”），結局都是被殲滅。張邯說完，大臣皆稱万歳。
同年六月、潁川郡昆陽之戰，大司空王邑、大司徒王尋被漢軍擊敗，王尋戰死。王邑退到長安後，張邯繼任王尋為大司徒。同年十月、更始帝屬下漢軍突入長安城内宣平城門。當時，張邯赴城門視察，遇到敵兵被殺害。